# Глебовский мост
Гле́бовский мост — низкий автодорожный однопролётный балочный металлический мост через реку Яузу, соединяет районы Преображенское, Богородское и Сокольники Восточного административного округа города Москвы. Соединяет Олений и Богородский валы. Область применения: автомобильный.
На одном уровне перпендикулярно с мостом проходят:
- По левому берегу: до моста — Проектируемый проезд № 1888; после моста — набережная Ганнушкина.
- По правому берегу: до моста — Проектируемый проезд № 1889; после моста — Русаковская набережная.

## Происхождение названия
Название происходит от названия плотины, которая находилась в этом месте.

## История
- Первый мост построен в XIX веке.
- Деревянный мост, построен в 1924 г.
- В 1982 году мост был перестроен[1] на спрямлённом русле реки[2] взамен существовавшего ранее. Перильное ограждение металлическое сварное, на железобетонных опорах.
- В 2003 г. был закрыт на реконструкцию[3].
- В апреле 2004 года после капитального ремонта был вновь пущен в эксплуатацию[4]. Перильное ограждение из полимерных композиционных материалов.

## Интересный факт
- Река Яуза судоходна для небольших судов от устья до Глебовского (по другим данным — Оленьего) моста[5].

## Соседние мосты через Яузу
- Выше по течению реки — Олений мост.
- Ниже по течению реки — Преображенский метромост.